# Coussarea nigrescens
Coussarea nigrescens là một loài thực vật có hoa trong họ Thiến thảo. Loài này được C.M.Taylor & Hammel mô tả khoa học đầu tiên năm 1991.